# Neuhof (Zarrentin am Schaalsee)
Neuhof ist ein Ortsteil der Stadt Zarrentin am Schaalsee im Landkreis Ludwigslust-Parchim im Westen Mecklenburg-Vorpommerns.

## Geografie und Verkehrsanbindung
Neuhof liegt nordöstlich der Kernstadt von Zarrentin am Schaalsee. Am südlichen Ortsrand und östlich verläuft die Landesstraße L 041. Westlich erstreckt sich das ca. 86 ha große Naturschutzgebiet Boissower See und Südteil des Neuenkirchener Sees.

## Sehenswürdigkeiten

### Baudenkmale
In der Liste der Baudenkmale in Zarrentin am Schaalsee sind für Neuhof acht Baudenkmale aufgeführt:
- Die Kirche (auf dem Friedhof) ist ein einschiffiges, neogotisches, 3-jochiges Bauwerk mit geradem Chor aus Backsteinen. Der kleine seitliche Westturm über polygonalem Grundriss ist 3-geschossig. Er trägt einen spitzen, achteckigen Helm.
- Gutsanlage mit Speicher von 1868 (Am Speicher 1), Kutscherhaus und Kutschen-/Pferdestall (Am Speicher 6), Wirtschaftsgebäude (Am Speicher 5, 9, 19), ehemaliges Verwalterhaus (Am Speicher 11) und Scheune (Am Speicher 6)
- ehemaliges Verwalterhaus (Wohnhaus) (Am Speicher 11)
- sogenannter Hühnerstall/Entenhaus (Am Speicher 2)
- Wohnhaus (Hauptstraße 33/35)
- drei Katen (Hauptstraße 24/26, 27/29 und 31/32)

## Persönlichkeiten (Auswahl)
- Carl von Treuenfels (1863–1931), Politiker